# Zumatrichia filosa
Zumatrichia filosa är en nattsländeart som beskrevs av Martin E. Mosely 1937. Zumatrichia filosa ingår i släktet Zumatrichia och familjen smånattsländor. Inga underarter finns listade i Catalogue of Life.